# Вайдеман, Изабель
Изабель Вайдеман (англ. Isabelle Weidemann; род. 18 июля 1995 года, Оттава, Канада) — канадская конькобежка, олимпийская чемпионка и 2-кратная призёр зимних Олимпийских игр 2022 года, участница зимних Олимпийских игр 2018 года, чемпионка мира и двукратный призёр чемпионатов мира в командной гонке, 11-кратная чемпионка Канады на отдельных дистанциях.

## Биография
Изабель Вайдеман родилась в городе Оттава, провинция Онтарио. Впервые на коньки встала в 6 лет. C 12-го возраста начала профессионально заниматься на базе клуба «Gloucester Concordes», Оттава. Помимо этого, в старших классах школы занималась академической греблей, футболом, плаванием, лёгкой атлетикой и лыжным спортом. В национальной сборной за её подготовку отвечает канадский тренер Марсель Лакруа (фр. Marcel Lacroix). 
В 2012 и 2013 годах Изабель выиграла чемпионат провинции Онтарио в многоборье, а в 2013 и 2014 годах стала чемпионкой в многоборье среди юниоров на чемпионате Канады. Она дебютировала на юниорском чемпионате мира в сезоне 2013/14 годов.
В сезоне 2015/16 Вайдеман выиграла на чемпионате Канады две дистанции 3000 и 5000 м и провела свой первый полноценный сезон Кубка мира среди взрослых. Тогда же дебютировала на чемпионате мира на отдельных дистанциях в Коломне, де сразу же заняла 5-е место в забеге на 5000 м. В сезоне 2016/17 вновь стала первой в забеге на 5000 м на чемпионате страны и на чемпионате мира в Канныне заняла 6-е место на дистанции 5000 м.
Двумя медалями завершилось участие Вайдеман в Кубке мира сезона 2017/18 года. Первая была добыта во время первого этапа, проходившего в голландском городе Херенвен. 12 ноября 2017 года на ледовой арене Тиалф во время командной гонки с результатом 3:00.65 ((+4.88), 70 очков) канадские конькобежки заняли 3-е место. Более высокие позиции достались соперницам из Нидерландов (2:59.06 (+3.29), 80 очков — 2-е место) и Японии (2:55.77, 100 очков — 1-е место). 
Вторая медаль была получена во время третьего этапа, проходившего в канадском городе Калгари. 2 декабря 2017 года на крытом катке Олимпийский овал Калгари во время командной гонки с результатом 2:56.80 ((+2.92), 70 очков) канадские конькобежки заняли 3-е место. Более высокие позиции достались соперницам из Германии (2:56.76 (+2.88), 80 очков — 2-е место) и Японии (2:53.88, 100 очков — 1-е место). На чемпионате Канады она в третий раз стала чемпионкой в беге на 5000 м.
На зимних Олимпийских играх 2018 года Изабель Вайдеман дебютировала в забеге на 3000 и 5000 м. 10 февраля 2018 года на Олимпийском Овале Каннына в забеге на 3000 м она финишировала с результатом 4:04.26 (+5.05). В итоговом зачёте Вайдеман заняла 7-е место. 16 февраля 2018 года на Олимпийском Овале Каннына в забеге на 5000 м Изабель финишировала с результатом 6:59.88 (+9.65). В итоговом зачёте она заняла 6-е место.
В 2019 году Вайдеман вновь одержала победы на дистанциях 3000 и 5000 м и заняла 4-е место на дистанции 5000 м и в командной гонке на чемпионате мира на отдельных дистанциях в Инцелле, а следом на чемпионате мира в классическом многоборье в Калгари заняла 6-е место. В сезоне 2019/20 она стала 2-й в общем зачёте Кубка мира на дистанции 3000 м.
В феврале 2020 года на чемпионате мира в Солт-Лейк-Сити завоевала бронзовую медаль в командной гонке преследования, а через год стала серебряным призёром в этой дисциплине на чемпионате мира в Херенвене. Из-за пандемии COVID-19 сезон 2020/21 годов был сокращен до двух Кубков мира. Вайдеманн, Блонден и Мальте выиграли золото в обеих гонках Кубка мира в командной гонке.
На XXIV зимних Олимпийских играх в феврале 2022 года в Пекине, Изабель на дистанции 3000 метров завоевала олимпийскую бронзовую медаль, финишировав с отставанием от победительницы Ирен Схаутен на 1,71 секунды. 10 февраля в забеге на 5000 м она завоевала серебряную медаль с результатом 6:48,18 сек, а 15 февраля стала чемпионкой олимпийских игр в командной гонке. Она была назначена знаменосцем Канады на церемонии закрытия зимних Олимпийских игр.
Она пропустила финал Кубка мира 2022 года в Херенвене, после положительного результата теста на COVID-19. В сезоне 2022/23 Изабель стала чемпионкой страны в забеге на 5000 м уже в 7-й раз и на дистанции 3000 м в 4-й. На Кубке мира вместе с партнёршами выиграла на двух этапах в командной гонке.
В марте 2023 года на чемпионате мира на отдельных дистанциях в Херенвене выиграла золотую медаль в командной гонке.

## Личная жизнь
Изабель Вайдеман обучалась до весны 2022 года в Университете Калгари по специальности — геология. Она увлекается ночными пробежками, аудиокнигами, кроссвордами, плавает и катается на водных лыжах в семейном коттедже. Также работает волонтером в отделении неотложной помощи в больнице Калгари. Её брат Джейк и сестра Лили является также конькобежцами.

## Награды
- 2015 год - получила награду "Восходящая звезда года в конькобежном спорте Канады" за длинный трек в сезоне 2014/15
- 2018, 2021 года - получила награду "Спортсменка года 2021 года" на церемонии "Ottawa Sports Awards" в Канаде
- 2019, 2022 года - названа спортсменкой года по конькобежному спорту Канады

## Спортивные достижения
| Год  | Чемпионат мира (многоборье) | Чемпионат мира (отдельные дистанции)                  | Олимпийские игры                       | Кубок мира                                | Чемпионат мира юниоры                |
| ---- | --------------------------- | ----------------------------------------------------- | -------------------------------------- | ----------------------------------------- | ------------------------------------ |
| 2014 |                             |                                                       |                                        |                                           | NS3 (30e, 30e, -, -)                 |
| 2015 |                             |                                                       |                                        | 52e 1500 м 45e 3000/5000 м                | 8e (43e, 9e, 17e, 4e) 10e масс-старт |
| 2016 |                             | 10e 3000 м 5e 5000 м                                  |                                        | 46e 1500 м 16e 3000/5000 м 31e масс-старт |                                      |
| 2017 |                             | 18e 1500 м 9e 3000 м 6e 5000 м DNF командная гонка    |                                        | 22e 1500 м 15e 3000/5000 м                |                                      |
| 2018 |                             |                                                       | 7e 3000 м 6e 5000 м 4e командная гонка | 26e 1500 м 10e 3000/5000 м                |                                      |
| 2019 | 6e · (19e, , 9e, )          | 7e 3000 м 4e 5000 м 4e командная гонка                |                                        | 52e 1500 м 4e 3000/5000 м                 |                                      |
| 2020 | NC14 (22e, 6e, 12e, -)      | 16e 1500 м · 10e 3000 м · 6e 5000 м · командная гонка |                                        | 29e 1500 м · 3000/5000 м                  |                                      |
| 2021 |                             | 5e 3000 м · 4e 5000 м · командная гонка               |                                        | 16e 1500 м 6e 3000/5000 м                 |                                      |
| 2022 |                             |                                                       | 3000 м · 5000 м · командная гонка      |                                           |                                      |